# Monumento Calma
Monumento Calma ist eine osttimoresische Aldeia. Sie liegt im Norden des Sucos Lahane Oriental (Verwaltungsamt Nain Feto, Gemeinde Dili). In Monumento Calma leben 1270 Menschen (2015).

## Lage und Einrichtungen
Monumento Calma bildet das Zentrum des historischen Stadtteils Taibesi.
Westlich der Rua de Santa Cruz grenzt Monumento Calma an die Aldeia Alcrin, südwestlich der Rua de Ai Turi Laran an die Aldeia Marabia, südöstlich an die Aldeia Tuba Rai und Temporal und östlich an die Aldeia Deposito Penal. Nördlich der Rua Fonte dos Namorados befinden sich die Sucos Bemori und Culu Hun.
In Monumento Calma befindet sich der Sitz des Sucos Lahane Oriental sowie der Fußballplatz und der Markt von Taibesi.